# Megastygonitocrella karamani
Megastygonitocrella karamani is een eenoogkreeftjessoort uit de familie van de Ameiridae. De wetenschappelijke naam van de soort is voor het eerst geldig gepubliceerd in 1959 door Petkovski.